# Darvoy
 Darvoy  es una población y comuna francesa, situada en la región de Centro, departamento de Loiret, en el distrito de Orléans y cantón de Jargeau.

## Demografía
| 730 | 853 | 987 | 1476 | 1694 | 1731 |
| Para los censos de 1962 a 1999 la población legal corresponde a la población sin duplicidades (Fuente: INSEE [Consultar]) |     |     |      |      |      |